# Веллі-Спрінгс (Південна Дакота)
Веллі-Спрінгс (англ. Valley Springs) — місто (англ. city) в США, в окрузі Міннігага штату Південна Дакота. Населення — 885 осіб (2020).

## Географія
Веллі-Спрінгс розташоване за координатами 43°35′1″ пн. ш. 96°27′56″ зх. д. / 43.58361° пн. ш. 96.46556° зх. д. (43.583521, -96.465682).  За даними Бюро перепису населення США в 2010 році місто мало площу 2,12 км², з яких 2,12 км² — суходіл та 0,00 км² — водойми.

## Демографія
Згідно з переписом 2010 року, у місті мешкало 759 осіб у 306 домогосподарствах у складі 202 родин. Густота населення становила 358 осіб/км².  Було 327 помешкань (154/км²).
Расовий склад населення:
| - 95,9 % — білих - 0,7 % — корінних американців - 0,5 % — чорних або афроамериканців - 0,1 % — азіатів |

До двох чи більше рас належало 2,0 %. Частка іспаномовних становила 1,2 % від усіх жителів.
За віковим діапазоном населення розподілялося таким чином: 28,2 % — особи молодші 18 років, 63,8 % — особи у віці 18—64 років, 8,0 % — особи у віці 65 років та старші. Медіана віку мешканця становила 36,4 року. На 100 осіб жіночої статі у місті припадало 110,8 чоловіків;  на 100 жінок у віці від 18 років та старших — 114,6 чоловіків також старших 18 років.
Середній дохід на одне домашнє господарство  становив 60 435 доларів США (медіана — 54 286), а середній дохід на одну сім'ю — 72 424 долари (медіана — 72 875). За межею бідності перебувало 3,4 % осіб, у тому числі 2,5 % дітей у віці до 18 років та 10,1 % осіб у віці 65 років та старших.
Цивільне працевлаштоване населення становило 450 осіб. Основні галузі зайнятості: освіта, охорона здоров'я та соціальна допомога — 17,6 %, роздрібна торгівля — 15,6 %, виробництво — 15,3 %.